# Walter Mazzarri
Walter Mazzarri (San Vincenzo, 1 de outubro de 1961) é um treinador e ex-futebolista italiano que atuava como meio-campista. Atualmente está sem clube.
Após uma carreira de 14 anos como jogador, destacou-se como técnico no Napoli, onde conquistou uma Copa da Itália e permaneceu por quatro temporadas. Assumiu a Internazionale em junho de 2013, permanecendo até 14 de novembro de 2014.

## Títulos

### Como treinador
Napoli
- Copa da Itália: 2011–12[4]